# Чистокровные (фильм)
«Чистокровные» (англ. Thoroughbreds) — американский фильм-триллер режиссёра Кори Финли. Премьера фильма состоялась 21 января 2017 года на Кинофестивале Сандэнс. Исполнителями главных ролей выступили Оливия Кук, Аня Тейлор-Джой, Антон Ельчин, Пол Спаркс и Фрэнси Свифт. 9 марта 2018 года фильм был выпущен компаниями Focus Features и Universal Pictures.
«Чистокровные» — последний фильм, в котором снимался Антон Ельчин, погибший в июне 2016 года.

## Сюжет
Старшеклассница Аманда приезжает к Лили, мечтающей поступить в колледж. В детстве они были лучшими подругами, но отдалились после смерти отца Лили. Аманда рассказывает, что страдает от неизвестного психического расстройства, из-за чего не испытывает никаких эмоций и при общении с другими людьми ей приходится имитировать чувства.
Лили живёт со своей матерью Синтией и отчимом Марком. Аманда замечает, что Лили относится к отчиму с презрением и спрашивает, не думала ли она о том, чтобы его убить. Лили говорит, что не хочет об этом думать, но после того как она узнает, что родители решили отправить её в школу-интернат, она меняет своё мнение и предлагает Аманде спланировать убийство.

## В ролях
- Аня Тейлор-Джой — Лили
- Оливия Кук — Аманда
- Антон Ельчин — Тим
- Пол Спаркс — Марк
- Фрэнси Свифт — Синтия
- Кайли Вернофф

## Производство
Основные съемки начались 9 мая 2016 года в следующих локациях: Массачусетс, Кохассет, Тьюксбери, Сичуэйт, Уэствуд и Уэлсли, и завершились 5 июня 2016 года, за 14 дней до смерти Ельчина.
Финли, режиссёр фильма, рассказал о своей работе с Ельчином: «Весь этот опыт был действительно потрясающим. Когда он пришёл, у нас был отличный ужин, мы говорили о нуарных фильмах как жанре. Он был очень заинтересован в этом аспекте этого фильма. Он любил Нуар. Я чувствовал себя так, будто ничего не знал о фильмах, разговаривая с ним. Он был также самым милым парнем, он никогда не заставил бы вас чувствовать себя хуже, если вы о чём-то не знали. Он был просто восхитителен и забавен с самого начала, он был потрясающим во всем и принес заряд энергии».

## Критика
Фильм получил преимущественно положительные оценки кинокритиков. На сайте Rotten Tomatoes фильм имеет рейтинг 86 % на основе 148 рецензий критиков со средней оценкой 7,2 из 10. На сайте Metacritic фильм получил оценку 75 из 100 на основе 37 рецензий, что соответствует статусу «в основном положительные отзывы».